# IMSA SportsCar Championship
El IMSA SportsCar Championship, actualmente conocido como IMSA WeatherTech SportsCar Championship bajo patrocinio, es un campeonato de automovilismo para sport prototipos y gran turismos que se disputa en América del Norte desde el año 2014. Organizado por la International Motor Sports Association (IMSA), surgió de la fusión de la American Le Mans Series y la Grand-Am Rolex Sports Car Series, dos campeonatos que habían coexistido desde 1999, luego de que el Campeonato IMSA GT dejara de disputarse tras 1998. Por ello, se denominó inicialmente United SportsCar Championship, aunque la palabra «United» se quitó para la temporada 2016. El certamen es el más importante de su tipo en el continente, e incluye numerosas carreras de resistencia clásicas, entre ellas las 24 Horas de Daytona, las 12 Horas de Sebring y Petit Le Mans.

## Descripción del campeonato
Durante las primeras temporadas de SportsCar Championship, el reglamento técnico abarca casi todas las clases de la ALMS y la Rolex Series. La clase principal de sport prototipos, Prototypes, combina las clases LMP2 de la ALMS y Daytona Prototypes de la Rolex Series, a la vez que permite la participación del DeltaWing. La clase Prototype Challenge de la ALMS continúa independientemente. La clase GT de la ALMS pasó a llamarse GT Le Mans, en tanto que las clases GT Challenge de la ALMS y las GT y GX de la Rolex Series se unieron bajo la denominación GT Daytona.
La única clase ausente es LMP1, que fuera la clase principal de ALMS. Las 24 Horas de Le Mans y el Campeonato Mundial de Resistencia modificaron su reglamento en 2014 para fomentar el desarrollo de tecnologías ecológicas tales como híbridos y combustibles alternativos, lo que se consideró demasiado costoso para el torneo norteamericano. Por otra parte, los organizadores del campeonato acordaron con el Automobile Club de l'Ouest y la Federación Internacional del Automóvil, responsables de las 24 Horas de Le Mans y el Campeonato Mundial de Resistencia, para que los prototipos del nuevo certamen puedan competir en dicha carrera  mediante un reglamento en común en 2017.
Como parte del proceso de fusión, el ente rector de IMSA SportsCar Championship es la International Motor Sports Association, de modo que la Grand-Am desapareció. Las numerosas categorías teloneras de la ALMS y la Rolex Series siguieron disputándose.
La marca de relojes Tudor fue patrocinadora titular del campeonato desde 2014 y 2015. A partir de 2016, el campeonato tiene patrocinio titular de la marca de accesorios de automóviles WeatherTech.

## Clases
El campeonato cuenta con cuatro clases de automóviles:
- La clase de Prototipos (P), en sus primeras tres temporadas incluyó a los vehículos del tipo Prototipo Le Mans 2 (LMP2), los Prototipos Daytona (DP), y el DeltaWing, construido bajo las especificaciones del 2014. De 2017, participaron los LMP2, y Prototipos Internacional Daytona (DPi), pero a partir de 2019 se pasan a ser dos categorías. En 2022 la categoría correrá con autos del tipo LMDh, que tomarán elementos tanto de los Le Mans Hypercars como de los chasis LMP2 y serán elegibles para competir tanto en la IMSA SportsCar Championship como en el Campeonato Mundial de Resistencia.
- La clase de Prototype Challenge (PC), seguía siendo los mismos automóviles de American Le Mans Series y las mismas especificaciones, utilizando el chasis Oreca y el motor Corvette. La clase se eliminó para 2017.
- La clase de los Gran Turismo (GT), que cubre a los distintos vehículos GT de ALMS y Grand-Am en una sola división, y que serán permitidos, para la lucha por el campeonato, serán los siguientes: 
  - GT Le Mans (GTLM), cubre los coches que competían como Gran Turismo en la American Le Mans Series y se ajustan al reglamento de Gran Turismo de la Automobile Club de l'Ouest y la Federación Internacional del Automóvil.
  - GT Daytona (GTD), cuyas especificaciones son las mismas utilizadas en la Rolex Sports Car Series y la American Le Mans Series (en este caso la unión de ambos reglamentos, al modificarse las especificaciones, adecuadas del resultado de ambas series).  A partir de 2016, la clase adoptó la especificación global FIA GT3.

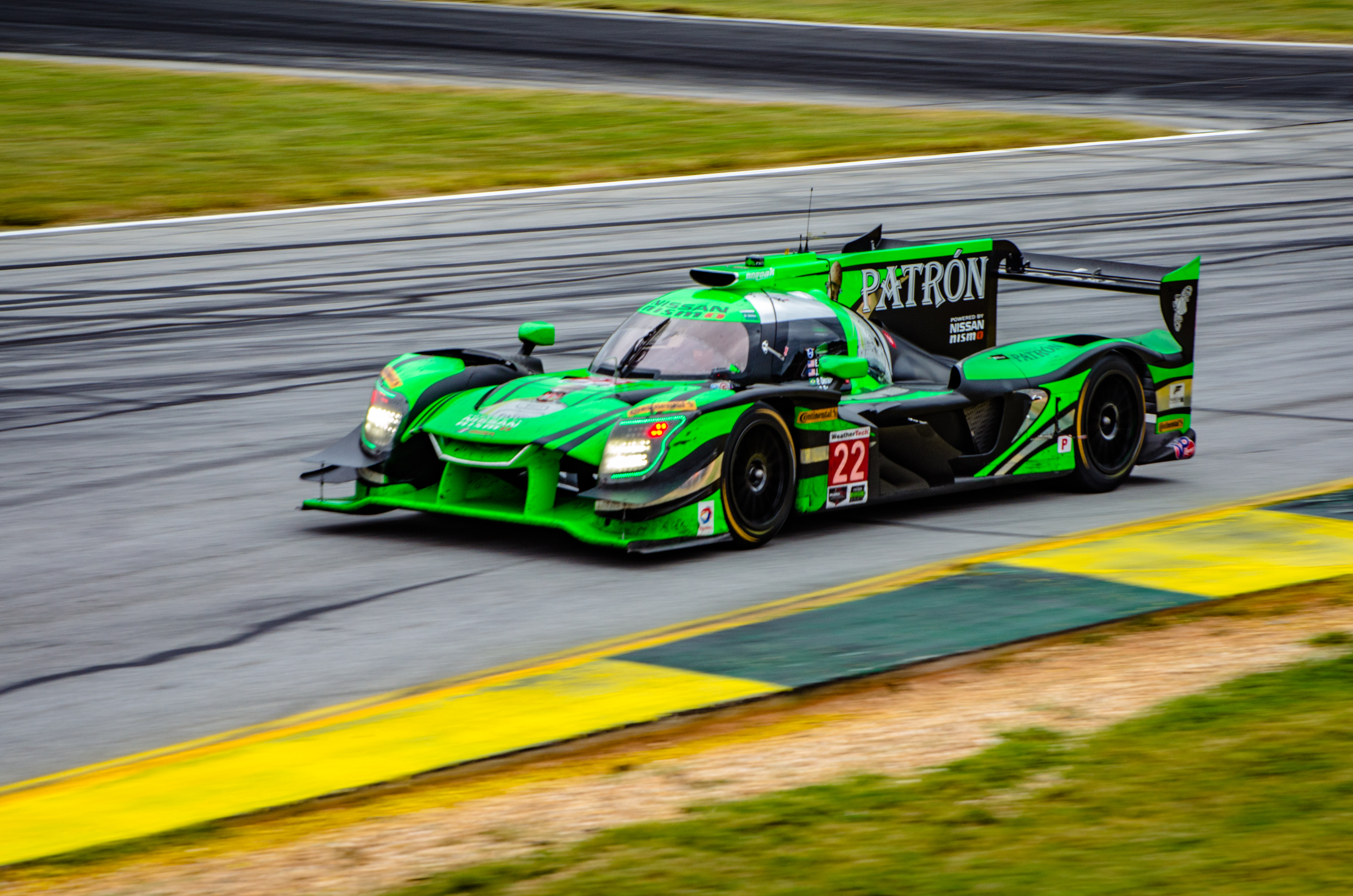
DPi.
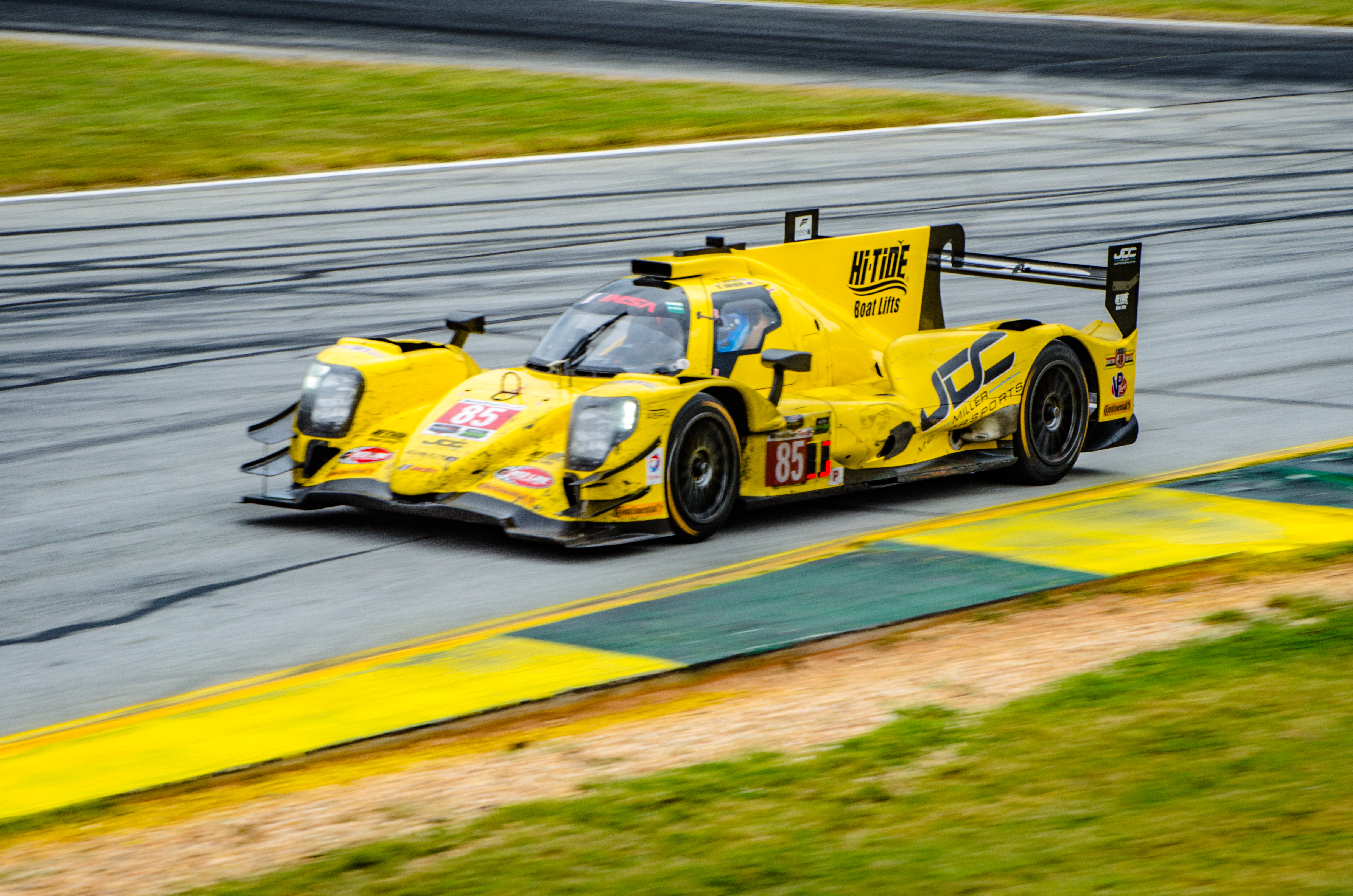
LMP2.
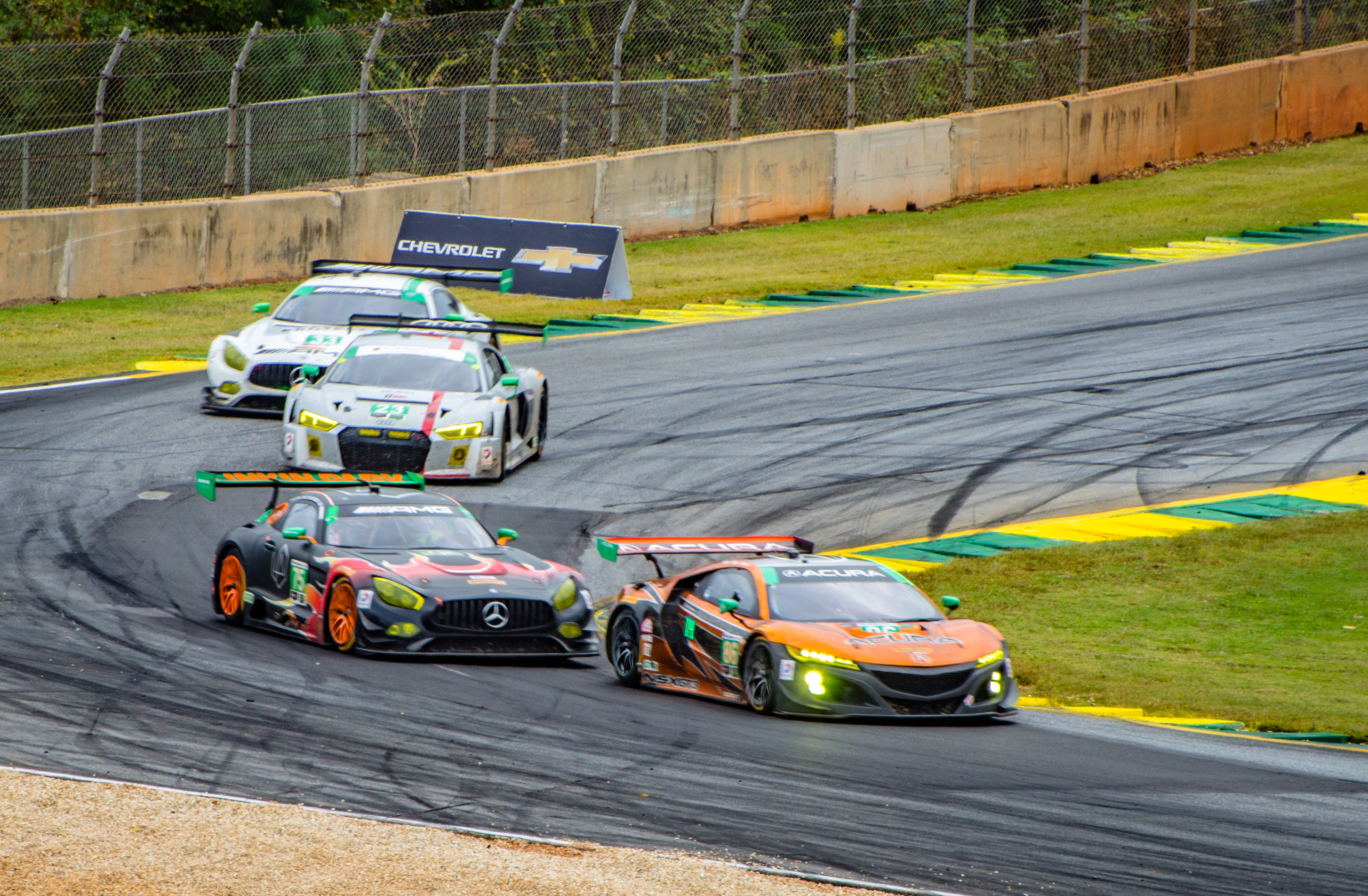
GTD.
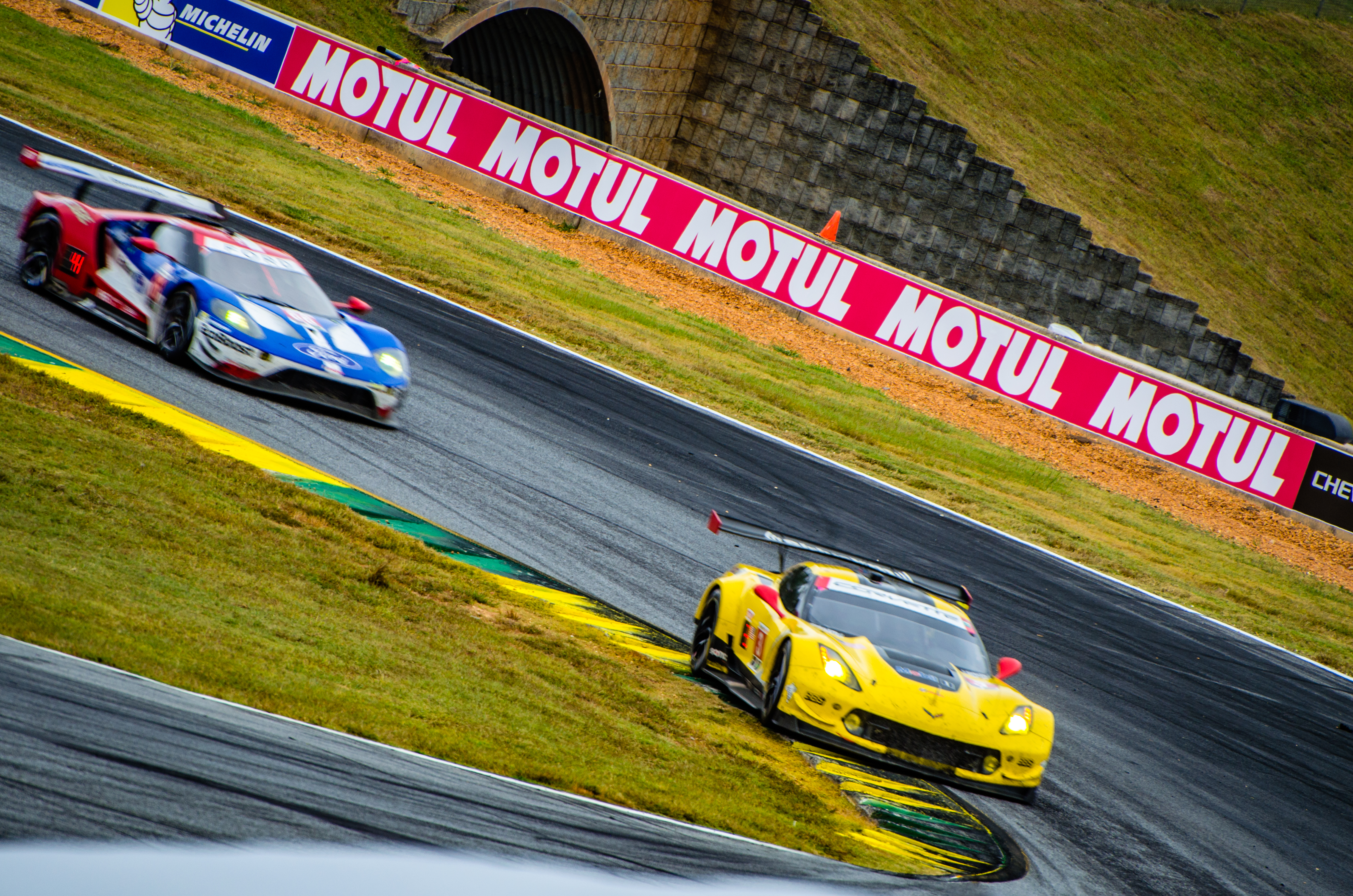
GTLM.

## Circuitos
Estos son los circuitos que se destacan desde calendario 2014 en adelante:
| - Austin - Detroit - Daytona - Indianápolis - Kansas - Laguna Seca | - Long Beach - Mosport - Road America - Road Atlanta - Sebring - Virginia - Watkins Glen |

## Campeones

### Pilotos
| Año  | Clase P                           | Clase P                           | Clase PC                        | Clase GTLM                    | Clase GTD                           |
| ---- | --------------------------------- | --------------------------------- | ------------------------------- | ----------------------------- | ----------------------------------- |
| 2014 | Christian Fittipaldi João Barbosa | Christian Fittipaldi João Barbosa | Jon Bennett Colin Braun         | Kuno Wittmer                  | Dane Cameron                        |
| 2015 | Christian Fittipaldi João Barbosa | Christian Fittipaldi João Barbosa | Jon Bennett Colin Braun         | Patrick Pilet                 | Townsend Bell Bill Sweedler         |
| 2016 | Dane Cameron Eric Curran          | Dane Cameron Eric Curran          | Alex Popow Renger van der Zande | Oliver Gavin Tommy Milner     | Alessandro Balzan Christina Nielsen |
| 2017 | Jordan Taylor Ricky Taylor        | Jordan Taylor Ricky Taylor        | James French Patricio O'Ward    | Antonio García Jan Magnussen  | Alessandro Balzan Christina Nielsen |
| 2018 | Felipe Nasr Eric Curran           | Felipe Nasr Eric Curran           | -                               | Antonio García Jan Magnussen  | Bryan Sellers Madison Snow          |
| Año  | Clase DPi                         | Clase LMP2                        | Clase LMP2                      | Clase GTLM                    | Clase GTD                           |
| 2019 | Juan Pablo Montoya Dane Cameron   | Matt McMurry                      | Matt McMurry                    | Laurens Vanthoor Earl Bamber  | Mario Farnbacher Trent Hindman      |
| 2020 | Ricky Taylor Hélio Castroneves    | Patrick Kelly                     | Patrick Kelly                   | Antonio García Jordan Taylor  | Mario Farnbacher Matt McMurry       |
| Año  | Clase DPi                         | Clase LMP2                        | Clase LMP3                      | Clase GTLM                    | Clase GTD                           |
| 2021 | Pipo Derani Felipe Nasr           | Ben Keating Mikkel Jensen         | Gar Robinson                    | Antonio García Jordan Taylor  | Zacharie Robichon Laurens Vanthoor  |
| Año  | Clase DPi                         | Clase LMP2                        | Clase LMP3                      | Clase GTD Pro                 | Clase GTD                           |
| 2022 | Oliver Jarvis Tom Blomqvist       | John Farano                       | Jon Bennett Colin Braun         | Matt Campbell Mathieu Jaminet | Roman De Angelis                    |
| Año  | Grand Touring Prototype           | Clase LMP2                        | Clase LMP3                      | Clase GTD Pro                 | Clase GTD                           |
| 2023 | Pipo Derani Alexander Sims        | Paul-Loup Chatin Ben Keating      | Gar Robinson                    | Ben Barnicoat Jack Hawksworth | Bryan Sellers Madison Snow          |
| 2024 | Felipe Nasr Dane Cameron          | Tom Dillmann Nick Boulle          |                                 | Laurin Heinrich               | Philip Ellis Russell Ward           |

### Equipos
| Año  | Clase P                                | Clase P                                    | Clase PC                     | Clase GTLM            | Clase GTD                              |
| ---- | -------------------------------------- | ------------------------------------------ | ---------------------------- | --------------------- | -------------------------------------- |
| 2014 | Action Express Racing                  | Action Express Racing                      | CORE Autosport               | SRT Motorsport        | Turner Motorsport                      |
| 2015 | Action Express Racing                  | Action Express Racing                      | CORE Autosport               | Porsche North America | Scuderia Corsa                         |
| 2016 | Action Express Racing                  | Action Express Racing                      | Starworks Motorsport         | Corvette Racing       | Scuderia Corsa                         |
| 2017 | Wayne Taylor Racing                    | Wayne Taylor Racing                        | Performance Tech Motorsports | Corvette Racing       | Scuderia Corsa                         |
| 2018 | Whelen Engineering Racing              | Whelen Engineering Racing                  | -                            | Corvette Racing       | Paul Miller Racing                     |
| Año  | Clase DPi                              | Clase LMP2                                 | Clase LMP2                   | Clase GTLM            | Clase GTD                              |
| 2019 | Acura Team Penske                      | PR1/Mathiasen Motorsports                  | PR1/Mathiasen Motorsports    | Porsche GT Team       | Meyer Shank Racing with Curb-Agajanian |
| 2020 | Acura Team Penske                      | PR1/Mathiasen Motorsports                  | PR1/Mathiasen Motorsports    | Corvette Racing       | Meyer Shank Racing with Curb-Agajanian |
| Año  | Clase DPi                              | Clase LMP2                                 | Clase LMP3                   | Clase GTLM            | Clase GTD                              |
| 2021 | Whelen Engineering Racing              | PR1/Mathiasen Motorsports                  | Riley Motorsports            | Corvette Racing       | Pfaff Motorsports                      |
| Año  | Clase DPi                              | Clase LMP2                                 | Clase LMP3                   | Clase GTD Pro         | Clase GTD                              |
| 2022 | Meyer Shank Racing with Curb-Agajanian | Tower Motorsports                          | CORE Autosport               | Pfaff Motorsports     | The Heart of Racing                    |
| Año  | Grand Touring Prototype                | Clase LMP2                                 | Clase LMP3                   | Clase GTD Pro         | Clase GTD                              |
| 2023 | Whelen Engineering Racing              | PR1/Mathiasen Motorsports                  | Riley Motorsports            | Vasser Sullivan       | Paul Miller Racing                     |
| 2024 | Porsche Penske Motorsport              | Inter Europol by PR1/Mathiasen Motorsports |                              | AO Racing             | Winward Racing                         |

### Fabricantes
| Año  | Clase P                 | Clase GTLM    | Clase GTD    |
| ---- | ----------------------- | ------------- | ------------ |
| 2014 | Chevrolet               | Porsche       | Porsche      |
| 2015 | Chevrolet               | Porsche       | Ferrari      |
| 2016 | Chevrolet               | Chevrolet     | Audi         |
| 2017 | Cadillac                | Chevrolet     | Ferrari      |
| 2018 | Cadillac                | Ford          | Lamborghini  |
| Año  | Clase DPi               | Clase GTLM    | Clase GTD    |
| 2019 | Acura                   | Porsche       | Lamborghini  |
| 2020 | Acura                   | Chevrolet     | Acura        |
| 2021 | Cadillac                | Chevrolet     | Porsche      |
| Año  | Clase DPi               | Clase GTD Pro | Clase GTD    |
| 2022 | Acura                   | Porsche       | BMW          |
| Año  | Grand Touring Prototype | Clase GTD Pro | Clase GTD    |
| 2023 | Cadillac                | Lexus         | BMW          |
| 2024 | Porsche                 | Porsche       | Mercedes-AMG |

## Estadísticas

### Fabricantes con más títulos
Prototipos
| N.º | Constructor | Títulos | Años                   |
| --- | ----------- | ------- | ---------------------- |
| 1   | Cadillac    | 4       | 2017, 2018, 2021, 2023 |
| 2   | Chevrolet   | 3       | 2014, 2015, 2016       |
| 2   | Acura       | 3       | 2019, 2020, 2022       |
| 4   | Porsche     | 1       | 2024                   |

GTLM
| N.º | Constructor | Títulos | Años                   |
| --- | ----------- | ------- | ---------------------- |
| 1   | Chevrolet   | 4       | 2016, 2017, 2020, 2021 |
| 2   | Porsche     | 3       | 2014, 2015, 2019       |
| 3   | Ford        | 1       | 2018                   |

GTD Pro
| N.º | Constructor | Títulos | Años       |
| --- | ----------- | ------- | ---------- |
| 1   | Porsche     | 2       | 2022, 2024 |
| 2   | Lexus       | 1       | 2023       |

GTD
| N.º | Constructor  | Títulos | Años       |
| --- | ------------ | ------- | ---------- |
| 1   | Ferrari      | 2       | 2015, 2017 |
| 1   | Lamborghini  | 2       | 2018, 2019 |
| 1   | Porsche      | 2       | 2014, 2021 |
| 1   | BMW          | 2       | 2022, 2023 |
| 2   | Audi         | 1       | 2016       |
| 2   | Acura        | 1       | 2020       |
| 2   | Mercedes-AMG | 1       | 2024       |